# 幸福黃色電影
幸福黃色電影（Torremolinos 73）是一部西班牙真人真事改編的電影，由帕布羅·貝嘉（Pablo Berger）執導，也是他的第一部長片，電影中的時間背景為1973年。

## 劇情
男主角阿非（Alfredo López）是一位逐戶推銷的百科全書銷售員，他和妻子卡門（Carmen）同住。因為生活的經濟壓力，阿非和卡門接受百科全書出版社的計畫，開始拍攝科學用的生殖影片，其影片配合百科全書，銷往北歐的斯堪地納維亞。卡門也因此意外地成為北歐的成人電影明星，他們的收入也逐漸轉好。在同時，阿非和卡門計畫擁有小孩，但是經過檢查後，卡門得知阿非的精子數是零。
阿非希望成為一位製片人，阿非受到英格瑪·柏格曼電影的啟發，寫下了片名為《Torremolinos 73》的電影。他出版社的老闆出資供他作為電影製片的基金，他的妻子卡門擔任女主角。
在最後，阿非的老闆改變了最後一段劇情，卡門和男主角會有一段床戲，卡門也希望能藉此懷孕。阿非最後答應了劇情的更動。阿非最後成為一位婚禮攝影，和卡門擁有一個女兒。

## 電影花絮
阿非在電影中受到導演英格瑪·柏格曼所啟發的電影，是《第七封印》（Det sjunde inseglet）和《野草莓》（Smultronstället）。「幸福黃色」電影的原文片名為Torremolinos 73，也是阿非所拍成的這部長片的片名，1977年改名為《風流寡婦歷險記》（Aventuras y desventuras de una viuda muy cachonda），這部片在西班牙上映後，只有1373人次觀賞過，但在北歐的斯堪地納維造成大轟動。
《幸福黃色電影》在西班牙和其他國家的許多電影展中得到14個獎項和9項提名，也被選為台灣2004年台北電影節的觀摩影片。

## 相關資訊
- 類型： 劇情 / 情色
- 片長： 87分鐘
- 分級： 限制級
- 導演： Pablo Berger
- 演員： 
  - 【悄悄告訴她】【壞教慾】哈維亞·卡梅拉
  - 【我的母親】肯黛拉·珮娜
  - 【亞瑟王】麦德斯·米科尔森

## 得獎紀錄
- 2004台北電影節觀摩影片
- 2003年西班牙馬拉嘉影展最佳影片/最佳男女主角/最佳導演
- 2003年西班牙布塔卡獎最佳女演員
- 2004年邁阿密影展最佳女演員
- 西班牙翁達斯獎最佳男演員/最佳女演員
- 2004年西班牙聖后迪獎最佳首部作品
- 西班牙演員協會最佳影片/提名最佳女演員
- 西班牙哥雅獎最佳男主角/最佳新進導演/提名最佳劇本跟最佳男配角
- 西班牙佛投格拉瑪斯獎最佳男演員/提名最佳女演員
- 西班牙電影作者團體CEC Award 最佳男演員/提名最佳女演員
- 2003年奧地薩影展最佳男女演員[5]

## 外部連結
- 【幸福黃色電影】電影官方網站